# Oton I. Zutphenski
Oton Hamerštajnski, (ok. 975 – 5. junij 1036) je bil grof nemških ozemelj Wetterau in Engersgouw. Imenujejo ga tudi Oton I. Zutphenski, ker naj bi bil prvi grof Zutphena. To ne drži: Oton je bil najverjetneje lastnik gradu Zutphen, vsekakor pa ni opravljal funkcije grofa na tem območju.
Oton Hamerštajnski je izhajal iz plemiške nemške družine Konradinov. Bil je sin grofa Herberta iz Wetteraua in Irmentrude, hčerke Megingoza (fevdnega) grofa gozdne grofije Osning in njegove žene Gerberge Lorenske , vnukinje kralja/cesarja Otona I. (936-973, cesar 962). Oton Hamerštajnski je leta 1002 sledil Otonu I. Koroškemu v Italijo. Leta 1016 je nasledil svojega brata kot grof Wetterau in (1019) Engersgau, Spodnji Lahngau, Gleiberg in Hamerstein. Oton Hamerštajnski se je poročil z Ermgard Verdunsko (imenovana tudi Ermengarde, Irmgard ali Irmingard) Verdunska (okoli 980 - 1042), hčerko grofa Godfrida Verdunskega  s priimkom Jetnik in sta imela naslednje potomce:
- Matilda, ki se je poročila z Ezzoon Liudolfom Brauweilerjem (umrl 11. aprila 1031); in sta bila starša Adelajde  Zutphenske , ki se je poročila s prednikom zutphenske grofovske hiše Gotšalkom  (ki je umrl blizu Bremna leta 1063);
- Udo, ki je leta 1034 umrl neporočen.

Cesar brez otrok, Henrik II. (1002-1024) je pograbil sorodstvo para, ki je bilo po (cerkvenih) standardih premalo oddaljeno v sorodstvenih kolenih, da bi blokiral prvega sorodnika v nasledstveni liniji, Ezzoona Liudolfa. Kako je prišlo do vsega skupaj, je podrobneje obrazloženo spodaj. To je privedlo do tega, da je bil Zutphen nekaj časa dom ene najbolj ogovarjane osebe iz časa Henrika II.

## Oton I. Zutphenski in Oton Hamerštajnski: ista oseba
Oton (z oznako I.) se pogosto imenuje najstarejši znani grof Zutphena. To temelji na kroniki samostana Brauweiler, zahodno od Kölna. Ta kronika je bila napisana kmalu po letu 1063 in dejansko vsebuje predvsem družinsko zgodovino plemiške družine Ezzonidov. Družina to ime dolguje svojemu najbolj znanemu potomcu, lotarinskemu palatinskemu grofu Erenfriedu alias Ezzo (ok. 954-1034), ki se mu je okoli leta 995 uspelo poročiti z Matildo, sestro cesarja Otona III..
Po kroniki sta Ezzo in Matilda imela tri sinove in sedem hčera. Najstarejši sin Liudolf naj bi se poročil z neko Matildo, hčerko Otona grofa Zutphenskega. Zato se Oton (z oznako I.) pogosto imenuje kot najstarejši znani grof Zutphenski. Ta naj bi živel približno okoli leta 1000, sicer pa je popolnoma neznan. To je precej zagonetno, glede na Liudolfovo pomembnost kot člana Ezzonidov. Še več: Zutphen se je nahajal v grofiji Hamaland, kjer je okoli leta 1000 še delovala lastna grofovska hiša, ki jo je vodila zloglasna Adela Hamalandska. Grofija Zutphen je bila takrat preprosto nepredstavljiva.
Nedavno je bilo prepričljivo dokazano (glej bibliografijo), da je bil Oton I. Zutphenski ista oseba kot Oton Hamerštajnski, imenovan po svojem gradu Hamerštajn na desnem bregu Rena , tik dolvodno od Andernacha. Ta Oton je izhajal iz rodu Konradinov, iz katerega je izviral prvi nekarolinški kralj Vzhodnofrankovske države, Konrad I. Nemški (911-918), in ki je kasneje dal frankovske, koroške in švabske vojvode ali v dinastičnem nasledstvu. Oton je nasledil svojega starejšega brata Geveharda kot grof Wetterau, ko je Gevehard v začetku oktobra 1016 umrl brez otrok. Oba sta bila sinova grofa Herberta iz Wetteraua in njegove žena Irmintrude, hčerke grofa Megingoza, ki je skupaj z ženo Gerbergo ustanovil samostan Vilich (v današnjem Bonnu). Oton Hamerštajnski je bil torej gotovo grof, zagotovo pa ne Zutphena, niti ne Hamerštajna. Hamerštajn in Zutphen sta bila rezidenčna gradova, po katerima je bil Oton poimenovan, da bi se razlikoval od soimenjakov.

## Bitka za nasledstvo cesarja Henrika II.
Otonov prvi bratranec, vojvoda Herman II.  Švabski  (997-1003), se je leta 1002 bojeval s svojim tekmecem, bavarskim vojvodo  Henrikom IV. Bavarskim, za nasledstvo cesarja Otona III., ki je umrl neporočen, a je izgubil. Henrik se je povzpel na bavarski prestol kot kralj Henrik II. Odločilno je bilo to, da je bil Henrik IV. Bavarski, razen vnuka kralja/cesarja Otona I., ki se je imel za prestarega, da bi se povzpel na prestol, najbližji odrasli sorodnik dinastije Otonov in na tej podlagi najbolje izpolnjeval nasledstveno pravico.
Vendar pa je kralj Henrik II. že leta 1007 napovedal, da glede na to, da dolgo časa nima otrok, želi da cerkev postane njegova dedinja. To je storil z ustanovitvijo in bogatim darovanjem nadškofiji Bamberg. Enako je pomanjkanje otrok seveda pomenilo, da po smrti Henrika II. ni bilo nobenega dediča. Tako kot leta 1002, ko je umrl Henrik II., kot najbližji Otonov sorodnik takrat vrgel oko na nasledstvo, je bil Ezzoon Liudolf, navsezadnje vnuk Otona II. po materi. Leta 1002 ne bi bilo nič drugače, a takrat Liudolf še ni bil star deset let in zato ni bil kandidat. Toda ko jo je Henrik II. vladal nekaj časa, je tudi Liudolf odrastel in tako je njegova mladoletnost prenehala biti ugovor proti nasledstvu.
Henrik II. je nepremostljivo nasprotoval Liudolfu kot svojemu nasledniku. Njegov dedek, cesar Oton II. , je Henrikovega očeta, bavarskega vojvodo Henrika II. »Prepirljivca«, deset let držal v ujetništvu zaradi sumljivih političnih povezav s poljskimi in bavarskimi vojvodi. "Prepirljivec" je bil sam sin Henrika I. , ki se je v letih 938-939 bojeval proti svojemu bratu, cesarju Otonu I. v uporu z namenom, da se sam povzpne na prestol. In "Prepirljivec" sam ni nikoli opustil teh teženj, kajti ko je Oton II. umrl leta 983 in zapustil triletnega Otona III., je prav tako poskušal postati kralj, a mu leta 985 to ni uspelo. Mladost kralja Henrika II. je bil tako zasenčena zaradi očetovega zapora in kasnejšega neuspeha njegove zahteve po prestolu. Zahteva za nasledstvo tega 'Henrikovega' stranskega rodu Otoncev je stopila v ospredje šele leta 1002 s Henrikom II., vendar je ostal brez otrok. Henrik II. verjetno ni mogel prenesti misli, da bo Liudolf, vnuk človeka, ki je za dolgo časa zaprl njegovega očeta, zasedel prestol po njegovi smrti. Da bi to preprečil, se je Henrik II. domislil zvijače.

## Razpad zakonske zveze in izobčenje Otona in Ermgarde
Oton Hamerštajnski je bil poročen z Ermgard Verdunsko, hčerko Godfrieda "Jetnika" iz grofovske hiše Verdunskih in njegove druge žene Matilde Saške, imenovane "Billung". Ermgarda je bila torej sestra dveh zaporednih vojvod Spodnje Lorene iz iste hiše, Godfrida II. "Mirovnika" (1012-1023) in Gozela I. (1023-1044). Oton in Ermgard sta imela za skupnega prednika en in isti par, in sicer Odo Saško († po 951), sestro kralja Hendrika Ptičarja, in njenega drugega moža grofa Gerharda iz Metza († 910). Oton Hamerštajnski je bil pra-pravnuk tega para po materi; Ermgard po očetu pravnukinja. Genealoška razdalja je tako znašala sedem »prokreacijskih korakov« (korakov od staršev do otroka). Po kanonskem poročnem pravu je bila to stoletja prepovedana stopnja sorodstva, označena kot incest. Zakonske zveze, ki so bile kljub temu sklenjene, je torej treba razveljaviti. Otroci, ki so bili že rojeni iz takega prepovedanega sorodstva, so tako postali enakovredni otrokom, spočetim zunaj zakona, na katere se je oprijel odium infamia (»nečastnost«).
Pri tem je Henrik II., ki je v mladosti prejel temeljito cerkveno izobrazbo v Regensburgu , videl svojo priložnost. Kajti v zakonu Otona Hamerštajnskega in Ermgarde Verdunske sta se res rodila otroka, sin Udo in hči Matilda, ki se je medtem poročila z Ezzoon Liudolfom. Tako bi se Matilda, če bi bila zakonska zveza Otona in Ermgarde razveljavljena, spustila na status "nečastne", kar ji je onemogočalo, da bi še kdaj postala kraljica. Toda ker je bila medtem zakonito poročena z Liudolfom in ta zakon ni imel madežev, ki bi upravičili razvezo, se je ta diskvalifikacija razširila tudi na Liudolfa.
Tako se je zgodilo, da sta od leta 1017 zakon Otona Hamerštajnskega in Ermgarde Verdunske napadla nadškofa Erkanbald (1011-1021) in Aribo (1021-1031) iz Mainza, gotovo na vztrajanje samega cesarja, z namenom izsiliti njegovo razpustitev. Na Državnem zboru v Nijmegenu marca 1018 je bil par izobčen, ker ni upošteval prejšnjih pozivov. Oton Hamerštajnski se je nato junija 1018 pojavil na zboru v Bürgelu, kjer je zaprosil za oprostitev prepovedane stopnje sorodstva. Ko so ga zavrnili, je obljubil, da bo razdrl zakon. To je bila dimna zavesa, saj je par ostal skupaj. Erkanbald iz Mainza je verjetno skušal prisiliti Otona, da izpolni svojo obljubo, na kar je Oton odgovoril z vztrajnimi napadi na posest nadškofije in leta 1020 celo na samega Erkanbalda, ki mu je komaj pobegnil. Čeprav je Otonovo dejanje morda razumljivo, ni bilo primerno, saj je imel Henrik II. zdaj pretvezo, da je ostro posredoval: septembra je oblegal grad Hamerštajn, ki je bil nepremagljiv, tako da je le lakota lahko vodila do predaje. Oton, Ermgard in njuni možje so se predali, grad je bil uničen in Otonova posest zaplenjena.
Naslednje poročilo, ki ga imamo o tej zadevi, sega v leto 1023, ko sta se Oton in Ermgard pojavila v navzočnosti Henrika II. na sinodi nadškofije Mainz. Oton je razdrl zakon v zameno za vrnitev premoženja. Ermgardova je na drugi strani napovedala, da se bo pritožila papežu. Nadškof Aribo je nato v naglici sklical naslednjo sinodo, na kateri je bila pritožba papežu brez dovoljenja pristojnega (nad)škofa prepovedana. To je bilo namenjeno oviranju Ermgardine dejavnosti, vendar ji je to nazadnje šlo na roko: poleg lastne zadeve je zdaj lahko v Rimu pokazala tudi, da Aribo verjame, da lahko omeji papeževa pooblastila povsem na lastno pobudo. To je imelo takojšnje posledice: papež je Ariba takoj suspendiral.
Ni znano, kaj je Ermgarda dosegla v svoji zadevi v Rimu, znano pa je, da je leta 1024 najprej umrl papež in nato cesar. Zaradi cesarjeve smrti je vprašanje nasledstva postalo pereče. To, kar je Henrik II. nameraval že od leta 1017, je dejansko uspelo: na cesarskem zboru v Kambi , kjer je bilo treba odločati o nasledstvu, Liudolfove kandidature ni bilo na dnevnem redu in ostala sta le dva kandidata, zmagovalec, ki je zasedel prestol kot Konrad II. bi plezal in njegov prvi bratranec, tudi imenovan Konrad. Iz poročila Wipotistega srečanja vemo, da se je ta bratranec do zadnjega trudil pridobiti podporo "Lorene", ki se je držala nekoliko odmaknjeno, a ni uspela. Ko je prišel čas za glasovanje, je Aribo prvi ukrepal in se zavzel za Konrada II. Njegov nečak in tekmec Konrad je storil enako in s tem zaključil zadevo.
To, da je »Lorena ali Lotaringija« ostala odmaknjena, dobi svoj polni pomen v luči lorenske zarote vojvode Gozela I. Spodnje Lorene, v kateri so udeleženci prisegli, da ne bodo priznali Konrada II. Gozelo je bil navsezadnje brat Ermgarde Verdunske in torej stric po poroki Liudolfa. Na sestanku v Kambi je s sodelavci očitno skušal uveljaviti Liudolfovo kandidaturo, ki je padla v razsulo zaradi vprašanja Hamerstein. Ko to ni uspelo, je sledila zarota proti Konradu II., da bi na ta način uresničili svojo željo. Zarota je kmalu propadla in Gozelo se je za božič leta 1025 končno sprijaznil s kraljevanjem Konrada II., za ceno nekaterih bolečih koncesij.
Ko je leta 1027 nadškof Aribo ponovno poskušal dati vprašanje Hammersteina na dnevni red, je Conseil II to preprečil: navsezadnje je zadeva služila svojemu namenu, zdaj je bil kralj, tako da so lahko kanonične podrobnosti zdaj počivale. Z družbenega vidika sta bila Oton Hamerštajnski in Ermgard Verdunska naknadno rehabilitirana, vendar iz virov ni jasno, ali je bil njun zakon priznan kot zakonit tudi s cerkvene strani.

## Grad Zutphen kot skrivališče
Medtem naj bi trpeči par nekje prebival od božiča 1020. Najverjetneje so se naselili v Zutphenu. Ermgarda je imel tam grad (oppidum), ki ga je prejela za doto. Njen oče, Godfried "Jetnik" iz grofovske hiše Verdun, je pridobil ta grad s prvim zakonom z gospo Averardo (Everharda), dedinjo grofa Everharda iz grofovske hiše Hamaland, ki je julija 944 , ko je kralj Oton I. podelil to posest,  in je prevzel grofije Salland, Drenthe in Severni Groningen - njegovemu polbratu Wichmanu so bili dodeljeni Hamaland, Veluwe in Gooi. Družina je imela dva gradu, enega v Zutphenu in drugega na Elterbergu. Očitno so bili razporejeni po isti shemi sever-jug: Wichman je dobil Elten, Everhard Zutphen. Preko Averarde je Zutphen končal v rodbini Verdunskih in tako pri Ermgardi in njenem možu Otonu Hamerštajnskem.
Do božiča leta 1020 je bilo Otonovo premoženje morda zaplenjeno, toda v takih primerih je ženina dediščina ostala nedotaknjena, tako da je imel par še vedno na razpolago Zutphen. Ta kraj je imel pomembne prednosti: nahajal se je v škofiji Utrecht in tako nedosegljiv nadškofom Mainza, s katerimi je bil Oton v sporu – navsezadnje je bil Utrecht sufraganska škofija Kölna. Kölnski nadškof Heribert (999-1021) je bil tudi prvi bratranec Otona Hamerštajnskega in je z nadškofom Mainza olupil nekaj kislih jabolk. Poleg tega je služil drugi mož Adele Hamalandske, Balderik, od sredine 1018 kot fevdalni grof v Hamalandu za rodbino Verdunskih in Balderic je užival zaščito istega nadškofa Heriberta. Zutphen je bil torej izjemno primerno zatočišče za preganjani par.

## Od gradu Zutphen do grofije Zutphen
Oton Hamerštajnski zagotovo ni bil grof Zutphenski. Bil je grof v grofiji svoje družine Konradincev ali je vsaj bil, saj je hkrati z zaplembo njegovega premoženja, za božič leta 1020, odvzem grofovske službe ali uradov več kot verjeten. Oznako "Oton grof Zutphen" v Brauweilerjevi kroniki je torej treba brati tako, kot da pravi, da je Oton bil (je bil in morda kasneje postal grof) in je bil imenovan "van Zutphen" po svojem prebivališču. V 11. stoletju je postalo običajno, da se ljudi imenuje po krajevnem imenu njihovega domačega mesta, tako da lahko oznako najbolje preberemo kot "Oton Zutphenski, grof".
Od Otona Hamerštajnskega († 1036) in Ermgarde Verdunske († 1042) sta grad Zutphen sčasoma podedovala njuna hči Matilda in njen mož Liudolf († 1031), saj je njun sin Udo že leta 1034 umrl neporočen in torej brez zakonitih naslednikov. Liudolf in Matilda sta imela dva sinova, Henrika, ki je umrl mlad (domnevno pred/leta 1033), in Konrada († 1055), čigar potomci prav tako niso znani, ter hčerko Adelajdo, ki je postala žena Gotšalka Zutphenskega. Ker se leta 1059 Adelajda še vedno omenja kot živa, je bila zadnja preživela v svoji generaciji, na kateri je morala biti podedovana dediščina, vključno z gradom Zutphen. Potem bi Gotšalk imel malo težav z pridobitvijo grofovstva na območju, ki obdaja Zutphen, severni Hamaland: do leta 1044 je bilo v rokah prastrica njegove žene, vojvode Gozela I. Spodnjega Lotarinškega. To stanje je jasno navedeno v listini iz leta 1046, v kateri je kralj Henrik III. naziv tamkajšnjega grofa podelil utrechtskemu škofu.